# Monanthotaxis pellegrinii
Monanthotaxis pellegrinii Verdc. – gatunek rośliny z rodziny flaszowcowatych (Annonaceae Juss.). Występuje naturalnie w Kamerunie, Gabonie oraz Republice Środkowoafrykańskiej. 

## Morfologia
PokrójZimozielone i zdrewniałe liany. Młode pędy są owłosione.
LiścieMają kształt od eliptycznego do eliptycznie odwrotnie jajowatego. Mierzą 4,5–15,5 cm długości oraz 2–6,5 cm szerokości. Nasada liścia jest od zaokrąglonej do prawie sercowatej. Blaszka liściowa jest o tępym wierzchołku. Ogonek liściowy jest owłosiony i dorasta do 4–7 mm długości.
KwiatySą pojedyncze lub zebrane w pary, rozwijają się w kątach pędów. Działki kielicha mają owalny kształt, są owłosione i dorastają do 2 mm długości. Płatki mają kształt od owalnego do prawie okrągłego, są omszone, osiągają do 6–7 mm długości. Kwiaty mają owłosione owocolistki o podłużnym kształcie i długości 1–2 mm.

## Biologia i ekologia
Rośnie w widnych lasach oraz na sawannach.